# Superstitious
«Superstitious» es una canción de la banda sueca de glam metal Europe, lanzada en 1988 como sencillo en el su álbum Out Of This World. La canción lideró las listas de Suecia y Noruega, mientras que en los Estados Unidos llegó al puesto 30 en el Billboard Hot 100, al puesto 9 en el Mainstream Rock Tracks y al puesto 34 en el UK Singles Chart del Reino Unido.
El tema comienza con un trío a cappella de los integrantes de la banda, que da paso al riff de guitarra eléctrica y teclado. En el estribillo se repite el coro del principio pero con los instrumentos de fondo.
El solo de guitarra es virtuosamente ejecutado por el guitarrista Kee Marcello que debutaba en el álbum de la banda.
El videoclip está grabado en una vieja casa en Long Island (New York). A veces, cuando la banda toca la canción en directo, en mitad de ella tocan No Woman No Cry de Bob Marley.

## Intérpretes
- Joey Tempest: Voz.
- Kee Marcello: Guitarra eléctrica y coros.
- Mic Michaeli: Teclado y coros.
- Ian Haughland: Batería y coros.
- John Leven: Bajo eléctrico.

## Posiciones en listas
| Año  | Lista                    | Posición máxima | Ref.   |
| ---- | ------------------------ | --------------- | ------ |
| 1988 | Swedish Singles Chart    | 1               | [ 1 ]  |
| 1988 | Norwegian Singles Chart  | 1               | [ 2 ]  |
| 1988 | Mainstream Rock Tracks   | 9               | [ 3 ]  |
| 1988 | Swiss Singles Chart      | 9               | [ 4 ]  |
| 1988 | Dutch Top 40             | 10              | [ 5 ]  |
| 1988 | Italian Singles Chart    | 10              | [ 6 ]  |
| 1988 | German Singles Chart     | 21              | [ 4 ]  |
| 1988 | Irish Singles Chart      | 24              | [ 7 ]  |
| 1988 | Billboard Hot 100        | 31              | [ 3 ]  |
| 1988 | French Singles Chart     | 33              | [ 8 ]  |
| 1988 | UK Singles Chart         | 34              | [ 9 ]  |
| 1988 | Canadian Singles Chart   | 35              | [ 10 ] |
| 1988 | Australian Singles Chart | 45              | [ 11 ] |